# Ellie Jones
Ellie Jones est une militante britannique des droits LGBT originaire du Wirral, connue pour son rôle central dans la fondation et la direction de Liberate, principale association LGBTQ+ des îles Anglo-Normandes et principalement de Guernesey. Engagée dans l'activisme social et les politiques d'inclusion depuis le début des années 2010, elle a joué un rôle déterminant dans la légalisation du mariage entre personnes de même sexe à Guernesey, dans la mise en place de services pour les personnes transgenres, ainsi que dans la création de Channel Islands Pride, un festival annuel réunissant la communauté LGBT locale et internationale.

## Biographie
Originaire du Wirral, une péninsule à l'ouest de Liverpool, elle se rend à Guernesey à 18 ans pour passer l'été à travailler chez son père après avoir raté l'équivalent du baccalauréat. Elle explique grandir dans l'ombre de la loi de l'article 28 votée par le gouvernement de Margaret Thatcher dans les années 1980. Cette loi interdisait de parler d'homosexualité dans les établissements scolaires britanniques ou encore l'interdiction pour les bibliothèques publiques de détenir des ouvrages portant sur l'homosexualité (cette loi sera abrogée en 2003).
Elle décide de quitter l'île Anglo-normande en 2003 et d'emménager avec son compagnon de l'époque à Londres où elle y restera environ 8 à 9 ans. Après ce passage en la capitale anglaise, elle revient finalement sur l'île après un licenciement et s'engage dans le militantisme LGBT dans un contexte local encore marqué, au début des années 2010, par une relative invisibilité des minorités sexuelles et de genre.

### Liberate
En 2014, Ellie Jones devient cofondatrice de Liberate, une association créée pour défendre les droits des personnes LGBTQ+ dans les îles Anglo-Normandes (notamment Guernesey, Jersey, Sercq et Aurigny), travaillant sur le marketing et les relations publiques de l'association. À l'époque, les droits LGBT étaient limités sur ces territoires : absence de reconnaissance légale des couples homosexuels, peu ou pas de protection contre les discriminations, et silence des institutions religieuses et politiques sur les questions de genre et d’orientation sexuelle.
Sous son impulsion, Liberate se structure, obtient une reconnaissance officielle et devient en quelques années un acteur incontournable de la société civile insulaire. Elle a permis d'adopter des lois sur le mariage entre personnes de même sexe. Sous Ellie Jones, l'association joue un rôle politique important pendant les élections et au sein de la société en promouvant l'équité et l'égalité des personnes au sein de différentes entreprises et sociétés.

#### Direction générale
Nommée directrice générale de l’association en 2016,,, Ellie Jones professionnalise ses activités, pouvant se verser un salaire grâce à différentes subventions de fondations d'entreprises privées sur l'île, développe des partenariats avec le gouvernement, les entreprises locales, les écoles et les médias. Elle milite activement pour la légalisation du mariage homosexuel à Guernesey (adopté en 2017) ; l'accès aux soins pour les personnes transgenres, notamment des financements publics pour les transitions médicales ; l'éducation inclusive, avec des modules de sensibilisation à la diversité dans les écoles primaires et secondaires ; et la lutte contre les discours de haine, en collaboration avec la police locale (en 2024, une boîte aux lettres aux couleurs LGBT a été vandalisée et la police a enquêté sur l'affaire).
Pour les personnes transgenres, Ellie dira « Nous avons maintenant l'un des meilleurs systèmes de soins de santé financés par l'État pour les personnes trans à travers le monde. Le nombre de personnes qui en bénéficieront est faible, mais l'impact est énorme. »,

### Queerly Beloved
Ellie fonde également Queerly Beloved, une offre de célébration de mariage LGBTQ+ à Guernesey, avec Oli Bailey-Davis qui anime aussi la Channel Islands Pride. Grâce à une nouvelle loi sur le mariage à Guernesey, les couples peuvent choisir de se marier librement soit pendant une cérémonie religieuse, soit pendant une cérémonie civile ou encore une cérémonie alternative comme le propose Queerly Beloved. Elle joue ainsi le rôle de célébrant de mariage comme pourrait l'être un maire ou un curé,.

### Channel Islands Pride
En 2015, Ellie Jones coorganise la première Pride à Guernesey,, qui devient ensuite un événement itinérant entre Jersey et Guernesey sous le nom de Channel Islands Pride. L’édition 2016 rassemble plus de 2 500 personnes dans un climat festif et militant, posant un jalon majeur pour la visibilité LGBT dans les îles, tandis que les plus grandes éditions ont réunies plus de 8 000 personnes, faisant de la Pride le plus grand événement communautaire gratuit se déroulant sur l'île.
En tant que cheffe d’équipe de l’organisation, elle coordonne la logistique, les communications et la programmation culturelle. Elle défend une vision inclusive de la Pride, qui mêle revendications sociales, performances artistiques, présence d’acteurs religieux progressistes et participation des familles. En 2024, la Channel Islands Pride a apporté 1,25 millions de livres sterling à l'économie de Guernesey, accentuant son importance dans la société insulaire ; un couple s'est légalement marié, Ellie Jones comme célébrant de la cérémonie, pendant cette Pride annuelle, ce qui en fait la plus grande cérémonie de mariage de Guernesey en nombre d'invités puisque tout les participants de la Pride sont présents pendant la cérémonie.